# Drew McDermott
Pour les articles homonymes, voir McDermott.
 (février 2013).
Drew McDermott, né le 27 décembre 1949 et mort le 26 mai 2022, est un professeur d'informatique à l'Université Yale.

## Biographie
Il vit dans le Midwest des États-Unis pendant quatre ans, principalement dans l'Indiana, et au Brésil, dans l'État de Minas Gerais. Son principal champ de recherche est l'intelligence artificielle, avec quelques incursions dans le domaine de la philosophie.
Dans le domaine de l'intelligence artificielle, et plus précisément en planification, il développe en 1998 avec ses collègues le standard PDDL (Planning Domain Description Language)pour tentater de standardiser les données d'entrée d'un planificateur. .

## Publications
- (en) Drew McDermott, « How Intelligent is Deep Blue », New York Times,‎ 14 mai 1997 (lire en ligne)